# Fondue chinoise
Pour les articles homonymes, voir Fondue.

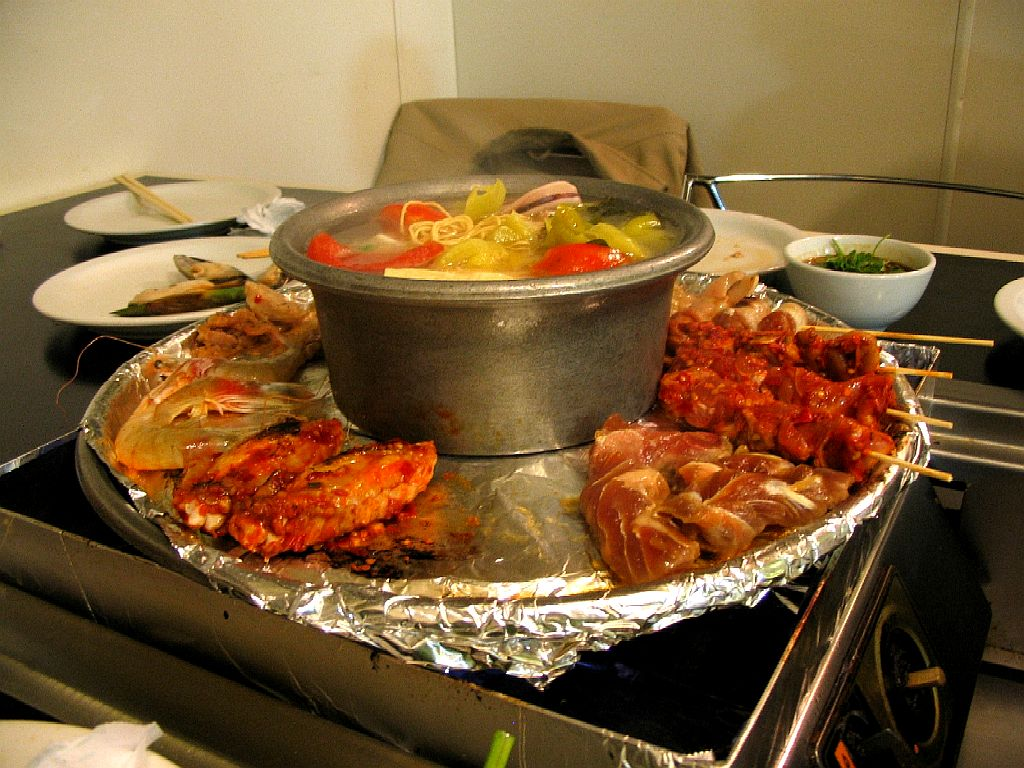
Fondue familiale

La fondue chinoise (chinois simplifié : 火锅 ; chinois traditionnel : 火鍋 ; pinyin : huǒguō, de huǒ, « feu », et guō, « casserole » ; shanghaïen : 火鍋 huhku [API : hu33ku44] ; en cantonais : 打甂爐 , dabinlo ; en anglais : hotpot), est un plat convivial, tout comme les fondues bourguignonnes ou au fromage, la raclette, ou encore la pierrade. La fondue chinoise a l'avantage d'être peu calorique (pas d'huile ni de fromage). Elle est originaire de la ville de Chongqing, au centre de la Chine, où elle aurait été créée il y a près de 1 100 ans[réf. nécessaire], dans la dynastie Song.
Il existe plusieurs types de fondues :
- La fondue de Chongqing (老重庆火锅, lǎo chóngqìng huǒguō), considérée comme la fondue originale, était consommée par les travailleurs sur les fleuves de la région. Très pimentée, et essentiellement constituée d'abats, cette fondue est aujourd'hui la grande fondue en Chine.
- La fondue au bouillon (ou à la soupe) clair(e) (清汤火锅, qīngtāng huǒguō), aux saveurs plus douces et non pimentée. Elle est préparée à partir de bouillon de viande, de baies de goji et notamment de jujubes[2].
- La fondue mongole, ou fondue pékinoise (chinois simplifié : 涮羊肉 ; pinyin : shuàn yáng ròu, de shuàn, « mijoter », et yáng ròu, « viande de mouton ») est une autre sorte de fondue chinoise. Elle est servie en Chine du Nord, et très populaire à Pékin. Comme son nom chinois l'indique, elle contient essentiellement du mouton.
- La fondue cantonaise, qui utilise beaucoup de poissons et fruits de mer, et qui pourrait rappeler la bouillabaisse française.
- La fondue sichuanaise (chinois simplifié : 四川火锅 ; pinyin : sìchuān huǒguō), proche de la fondue de Chongqing, qui est aussi très pimentée.

## Préparation

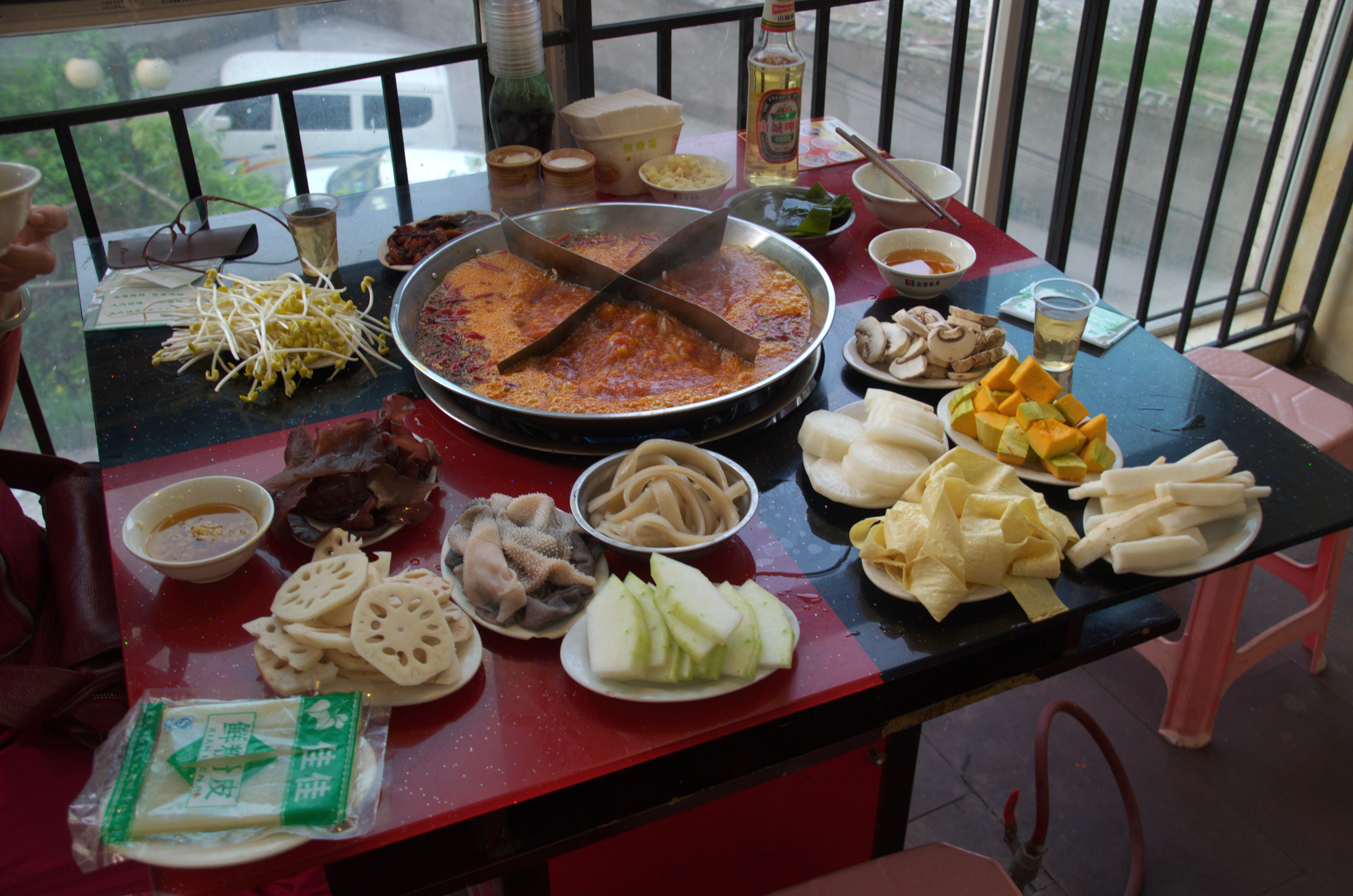
Ingrédients prêts à être cuits : viande en tranches fines, poisson, légumes variés, champignons. Il s'agit d'une fondue sichuanaise, l'originale de Chongqing, au bouillon rouge, fait de piment, purée de piment et poivre du Sichuan, accompagnée de la bière de Chongqing.

La fondue chinoise consiste en un bouillon, épicé ou non, placé au centre de la table, dans lequel les convives sont invités à faire cuire eux-mêmes leurs ingrédients, placés dans une petite épuisette, ou tenus avec des baguettes.
On peut citer ces ingrédients comme exemples parmi d'autres :
- Poisson, crustacés, noix de Saint-Jacques ou autres coquillages ;
- Viande en tranches très fines (blanche de préférence, mais du bœuf, voire du mouton pour les amateurs, est également utilisé) ; si on tranche la viande soi-même, il faut qu'elle soit partiellement congelée pour obtenir la finesse nécessaire. À Chongqing, des tripes grossièrement coupées peuvent être utilisées.
- Boulettes de poisson ou de viande ;
- Chair de calmar ou seiche, coupée en petits morceaux ;
- Légumes : chou chinois, épinards, ciboules, champignons noirs, carottes, racines de lotus, etc.
- pâtes chinoises, au Sichuan, nouilles de riz (mifen) ; au Vietnam, de préférence des dongfens, vermicelles de farine de haricot mungo ;
- Algues ;
- Tofu (pâté de soja) sous différentes formes ;
- Petits raviolis variés, ou aliments à base de pâte de poisson, comme le surimi, vendus dans les supermarchés asiatiques spécialement pour la fondue (mandarin : 火鍋料, hǔogūoliào).

### Sauce
Une fois cuits, les aliments sont trempés dans une sauce placée dans un bol ou une coupelle individuelle. On peut choisir les condiments de son choix.
La sauce varie selon les régions. Elle sera épicée au Sichuan (piment, sauce piment et poivre du Sichuan), douce à Pékin (appelée en occident fondue mongole). En Asie du Sud-Est (Vietnam, Cambodge…), on utilise la sauce satay, à laquelle certains préconisent de mélanger un jaune d'œuf cru ou un œuf cru entier, ce qui diminuerait la sensation de brûlure due à la chaleur, et rend la sauce plus onctueuse. On y ajoute généralement, en Chine, différentes plantes aux vertus médicinales. On peut y ajouter de la sauce soja, de l'huile pimentée, de la pâte de sésame.

### Cuisson individuelle
Les restaurants sont équipés de réchauds ou de tables spéciales permettant de stabiliser la marmite. Dans les foyers, on utilise de nos jours le plus souvent un système de cuisson portatif utilisant une petite bonbonne de gaz ou une plaque chauffante électrique.